# Feira Franca Medieval (Betanzos)
La Feira Franca Medieval es un evento festivo que tiene lugar en el casco antiguo de la localidad española de Betanzos (La Coruña), recreando durante tres días un mercado medieval. Se celebra con carácter anual, el segundo fin de semana de julio.

## Historia
Uno de los favores obtenidos por la ciudad de Betanzos del rey Enrique IV fue la autorización para celebrar una feria anual de treinta días de duración, libre de impuestos, tributos, portazgos y alcabalas. Tal acontecimiento tendría lugar entre los días 1 y 30 de noviembre, y fue formalizado mediante carta de privilegio fechada en Cuéllar, a 3 de julio de 1467, y confirmado por los Reyes Católicos el 12 de abril de 1475, en Valladolid. Dicha feria se celebraría hasta finales del siglo XVIII, y constituía un acontecimiento comercial de gran importancia en el Reino de Galicia.

## Actualidad
La tradición se retomó en 1998, año en el que se celebraría la primera edición de la "Feira Franca Medieval" actual, entre los días 10 y 12 de julio. Desde entonces, el segundo fin de semana de dicho mes la ciudad retorna al pasado: se engalanan las calles con estandartes, se instalan decenas de puestos para artesanos y se organizan actividades y actuaciones al aire libre, como pueden ser la quema de la bruja (con la inquisición en todo su esplendor), torneos medievales con lucha de guerreros a caballo, exhibiciones de cetrería y de tiro con arco, o representaciones de hechos históricos o legendarios. La afluencia de público es masiva, habiéndose superado en ocasiones los 150.000 visitantes: la gente se implica altamente en la Feria, y muchos de ellos se visten con trajes de época. Así, es fácil cruzarse por la calle con nobles de alto rango, monjes benedictinos o incluso leprosos marginados.
Desde 2013, el evento está declarado como Fiesta Gallega de Interés Turístico.
En la edición de 2019 se incorporó la figura de María Balteira a la celebración, coincidiendo con el 800 aniversario de la ciudad. La edición de 2020 ha sido cancelada debido a la pandemia del COVID-19, rompiendo así una tradicioón de 21 ediciones consecutivas.